# 何婧英
何 婧英（か せいえい）は、南朝斉の蕭昭業の皇后、鬱林王妃。本貫は廬江郡灊県。

## 経歴
撫軍将軍何戢と側室の宋氏（余杭広昌郷君）のあいだの娘として生まれた。永明2年（484年）、蕭昭業にとついで南郡王妃となった。永明11年（493年）、皇太孫妃となった。蕭昭業が即位すると、皇后に立てられた。後宮にあって蕭昭業の側近の楊珉之と姦通し、寝所をともにして夫婦のようであった。楊珉之は蕭昭業とも関係を持っていたため、蕭昭業は婧英と楊珉之との関係を好きに任せていた。婧英の親族が宮中に入ると、ひとりあたり百数十万の賞賜を受けた。また婧英の親族は武帝の耀霊殿を占拠した。蕭昭業が廃位されると、婧英は鬱林王妃に降格された。

## 伝記資料
- 『南斉書』巻20 列伝第1
- 『南史』巻11 列伝第1